# Сведок оптужбе (приповетка)
Сведок оптужбе (енгл. The Witness for the Prosecution and Other Stories) је детективска приповетка британске књижевнице Агате Кристи (енгл. Agatha Christie) објављена 1925. године. Српско издање је објавила издавачка кућа Младинска књига септембра 2010.

## Историјат
Првобитно је објављена под називом „Руке издајника” у недељном часопису Flynn's 31. јануара 1925. Под данашњим називом је први пут објављена 1933. у збирци Пас смрти и друге приче која је продавана само у Уједињеном Краљевству. Године 1948. је објављена у Сједињеним Америчким Државама под истим називом у збирци Сведок оптужбе и друге приче. Прво издање се продавало по цени од 2,50 долара. Српско издање је објавила издавачка кућа Младинска књига септембра 2010.
Прича је адаптирана за сцену, филм и телевизију. Представа је премијерно приказана у Лондону 28. октобра 1953, а на Бродвеју је извођена 16. децембра 1954. Премијера истоименог филма је приказана 1957. године. BBC је 1949. продуцирао серију, а CBS 1953. Такође, BBC је за Божић 2016. произвео још једну дводелну верзију истоименог филма.

## О књизи
Леонард Воле је ухапшен због убиства Емили Френч, богате старије жене. Не знајући да је ожењен, Френч га је учинила својим главним наследником и тако је постао и главни осумњичени. Када његова жена пристане да сведочи, она то не чини у Леонардову одбрану, већ као сведок оптужбе. Она тужилаштву прво даје најјаче доказе, а затим измишља нове који дискредитују њено сведочење, верујући да би њена слика као неверне жене побољшао Леонардове шансе за ослобађање много више него њено сведочење у корист одбране. На крају се открива да је Леонард стварно убио Емили Френч.
У накнадно преправљеној приповетки Агата Кристи је додала новог лика, Леонардову љубавницу која се не појављује до краја, а тада заједно са њим намешта његовој жени убиство. Међутим, уместо тога убија га ножем.